# Powell’s

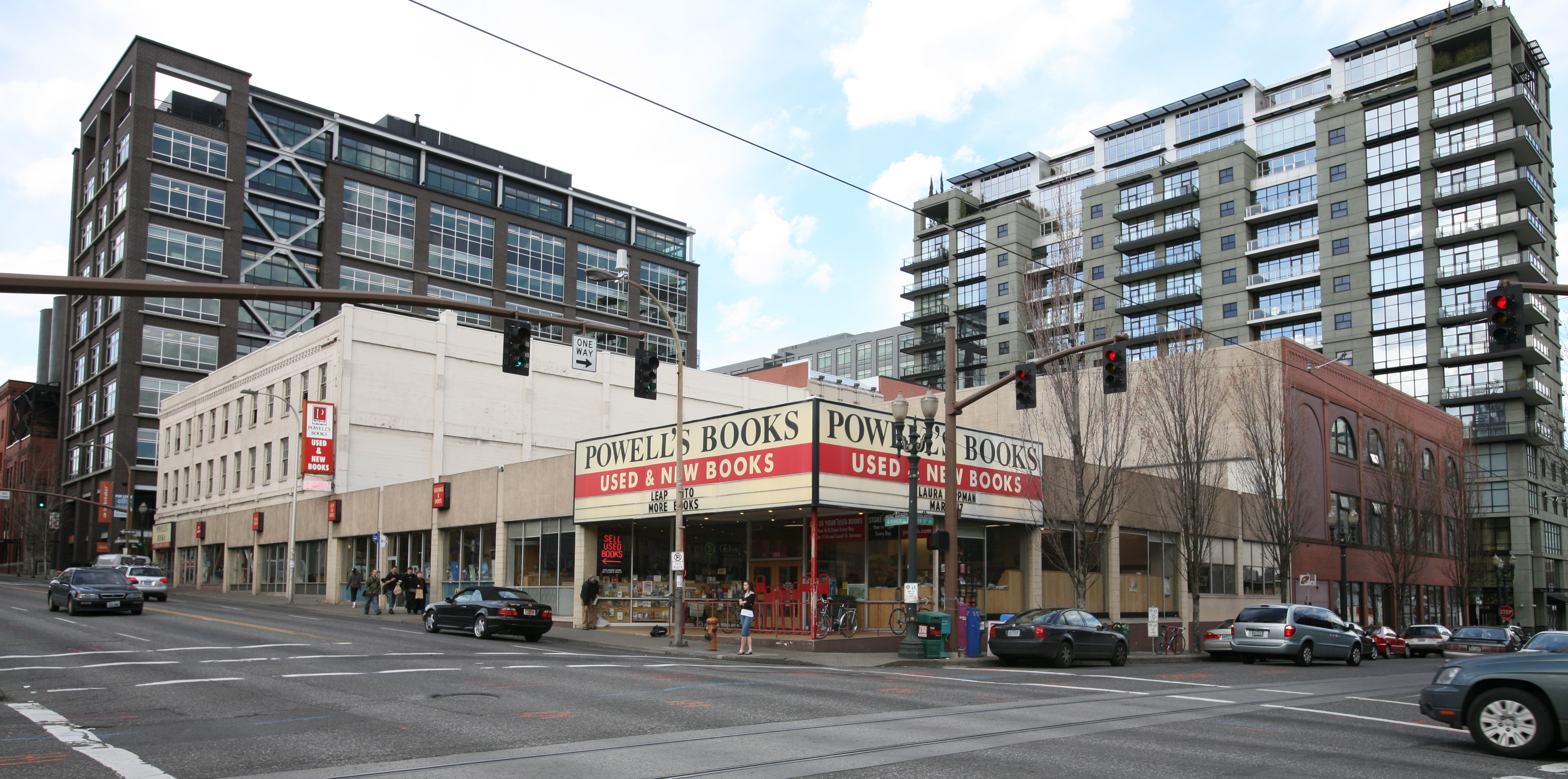
Powell’s City of Books in Portland

Powell’s (kurz für Powell’s Books) ist ein US-amerikanisches Buchhandelsunternehmen mit Sitz in Portland (Oregon), das im Bundesstaat Oregon fünf Filialen betreibt. Als weiteren Vertriebskanal nutzt Powell’s seit 1994 einen eigenen Onlineshop, womit das Unternehmen bereits vor amazon.com im Onlineversandhandel aktiv war. Das Angebot des Filialisten umfasst neue und gebrauchte Bücher.
Der Flagship-Store des Buchhändlers firmiert unter dem Namen Powell’s City of Books und befindet sich an der Burnside Street in der Innenstadt Portlands. Mit einer Verkaufsfläche von 6317 m² ist Powell’s City of Books eigenen Unternehmensangaben zufolge die größte unabhängige Buchhandlung der Welt. Sie umfasst einen Straßenblock und führt etwa eine Million Bücher.

## Geschichte
Das Unternehmen wurde 1971 von Walter Powell als Antiquariat gegründet. Gemeinsam mit seinem Sohn Michael Powell, der 1979 in die Geschäftsführung von Powell’s Books einstieg, entwickelte er ein Geschäftskonzept, das u. a. vorsah, das bisherige Sortiment um fabrikneue Bücher zu erweitern und gebrauchte und neue Bücher nebeneinander im Regal anzubieten.
Im Jahr 1982 übernahm Michael Powell die Buchhandlung von seinem Vater. Unter seiner Leitung begann die Filialisierung des Unternehmens. 1984 eröffnete die zweite Niederlassung von Powell’s in einem Einkaufszentrum in Beaverton, 11 km westlich von Portland.
Seit 2010 wird das Familienunternehmen in der dritten Generation von Emily Powell geführt.